# Astragalus curvicaulis
Astragalus curvicaulis là một loài thực vật có hoa trong họ Đậu. Loài này được (Clos) Reiche miêu tả khoa học đầu tiên.